# Doggy Dogg World
Doggy Dogg World è il terzo singolo di Snoop Doggy Dogg, ad essere estratto dal suo album di debutto Doggystyle. Si tratta della prima pubblicazione di Dogg ad essere destinata al solo mercato europeo.

## Descrizione
Il brano vede la partecipazione del gruppo funk anni settanta The Dramatics, con una breve parte rap di Kurupt e Daz Dillinger, membri del gruppo Tha Dogg Pound, ed il ritornello cantato dalla corista Nancy Fletcher. Il brano campiona la canzone del 1982 If it Ain't One Thing, It's Another di Richard "Dimples" Fields.

## Video musicale
Il video prodotto per Doggy Dogg World è un omaggio al mondo musicale degli anni settanta. Snoop Dogg nel video è il proprietario di un negozio di musica, dove si sta tenendo un concerto dei Dramatics. Il regista del video, Ricky Harris partecipa nella storia del video nel ruolo di "presentatore della serata", che incontra Snoop, circondato da numerose donne, nel privè del locale. Nel 1994 il video vinse il riconoscimento come "miglior video rap" agli MTV Video Music Awards.

## Tracce
CD Maxi
1. Doggy Dogg World (Perfecto Radio Mix) - 4:26
2. Doggy Dogg World (Dr. Dre Radio Edit) - 4:26
3. Doggy Dogg World (Perfecto Mix) - 5:40
4. Doggy Dogg World (LP Version) - 5:04

## Classifiche
| Classifica (1993)      | Posizione massima |
| ---------------------- | ----------------- |
| Regno Unito            | 32                |
| Stati Uniti (Rhythmic) | 19                |